# Colocasieae
A Colocasieae a hídőrvirágúak (Alismatales) rendjébe tartozó kontyvirágfélék (Araceae) családjában az Aroideae alcsalád egyik nemzetségcsoportja hat nemzetséggel.
Legismertebb faja a gyökérzöldségnek termesztett taró (Colocasia esculenta).